# اویراسته ندایشیمیه
اویراسته ندایشیمیه (انگلیسی: Evariste Ndayishimiye؛ زادهٔ ۱ ژانویهٔ ۱۹۶۸) سیاستمدار اهل بوروندی است؛ که در انتخابات ۲۰ مه به عنوان رئیس‌جمهور کشور بوروندی انتخاب شد. وی از ۲۰۱۶ دبیرکل حزب «شورای ملی دفاع از دموکراسی» است و از ۲۰۰۶ تا ۲۰۰۷ در سمت وزیر کشور و امنیت عمومی خدمت کرده‌است.
او که یک ژنرال ارتش است در انتخابات سراسری بوروندی (۲۰۲۰) که در مرحله اول به پیروزی دست یافت از جانب حزبش نامزد شده بود.